# Louis-Ferdinand Céline

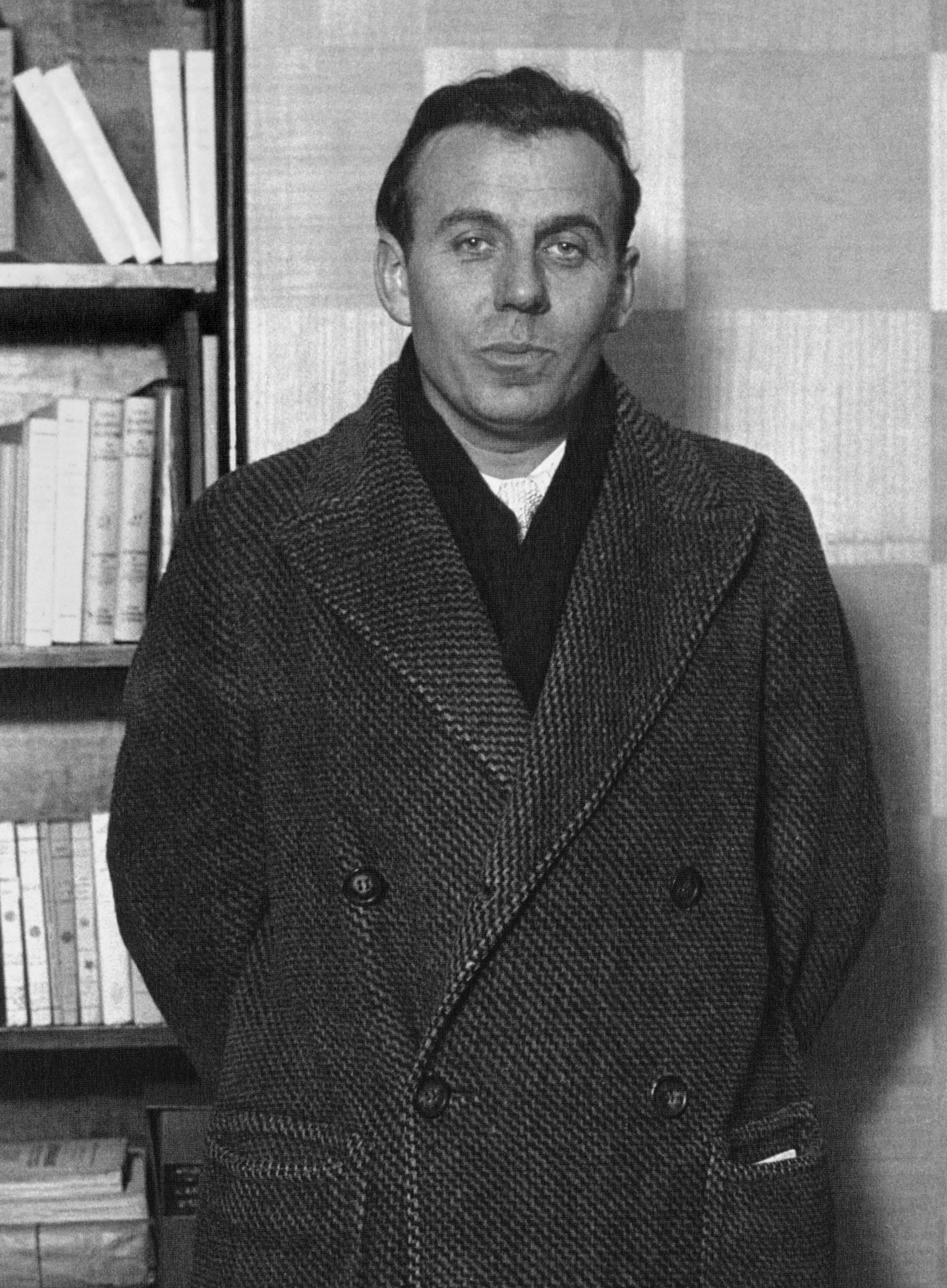
Louis-Ferdinand Céline (1932)

Louis-Ferdinand Céline [selin] ⓘ (eigentlich Louis Ferdinand Auguste Destouches; * 27. Mai 1894 in Courbevoie, Département Seine; † 1. Juli 1961 in Meudon) war ein französischer Schriftsteller und promovierter Arzt. Bekannt wurde er 1932 durch den Roman Reise ans Ende der Nacht. Politisch belastet ist er durch seinen Antisemitismus und seine Kollaboration 1940–44 mit den deutschen Besatzern, was die Wertschätzung seines Werks in Frankreich bis heute nicht beeinträchtigt.

## Biografie

### Jugend

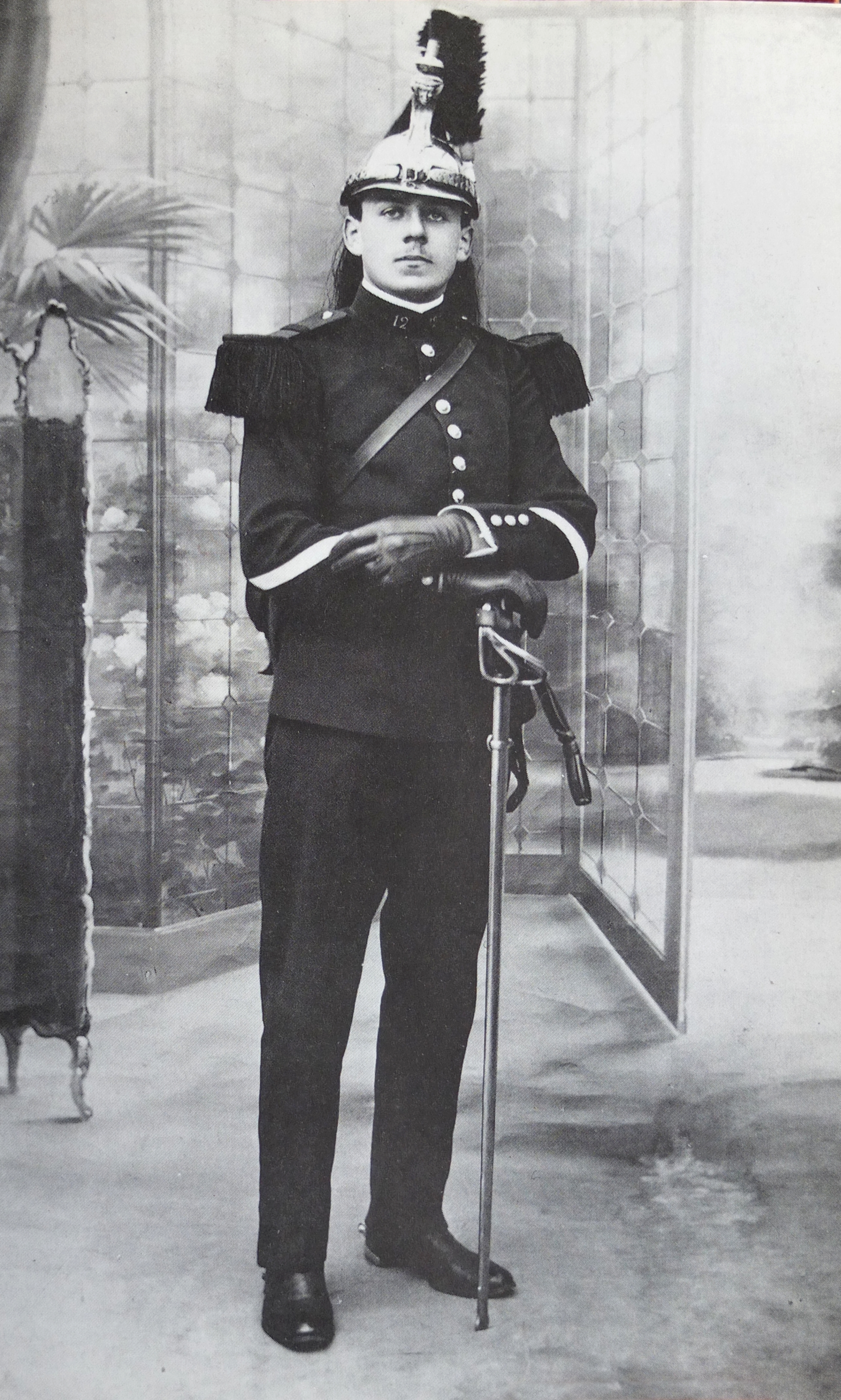
Céline in Kürassieruniform. Aufnahme aus dem Jahr 1914.

Louis-Ferdinand Céline wuchs als Sohn einer Nippeshändlerin und eines Bilanzbuchhalters in Paris als Einzelkind auf; seine Kindheit war geprägt von finanziellen Bedrängnissen und der unglücklichen Ehe seiner Eltern. Während seiner Schulzeit absolvierte er zwei Sprachreisen nach Deutschland und England. Er besuchte die Volksschule in Diepholz sowie das College in Rochester. Nachdem er das Gymnasium verlassen hatte und drei Versuche einer Ausbildung zum Handelsassistenten gescheitert waren, zog er zu seinem Onkel und trat 1912 den Wehrdienst an. Er wurde dem 12. Kürassierregiment in Rambouillet zugeteilt.
Als Freiwilliger nahm er am Ersten Weltkrieg teil und wurde im Herbst 1914 bei einem halsbrecherischen Meldegang in der Flandernschlacht in Poelkapelle (Westflandern) an Kopf und Schulter schwer verwundet.  Kurz darauf wurde ihm die Médaille militaire verliehen. Während er in zahlreichen Zeitungsartikeln als moderner Held gefeiert wurde, erklärte ihn ein Militärarzt aufgrund seiner Verwundung, die seinen Arm teilweise lähmte und der schwere psychische Probleme folgten, für dienstuntauglich.
Céline trat eine Stelle an der französischen Botschaft in London an, wo er vor allem mit Tänzerinnen und Prostituierten verkehrte. 1916 reiste er nach Kamerun. Zurück in Frankreich arbeitete er eine kurze Zeit als Assistent von Henry de Graffigny („Courtial des Pereires“ aus Tod auf Kredit), bei der Zeitschrift Euréka. Anschließend unternahm er im Auftrag der Rockefeller-Stiftung Vortragsreisen zum Thema Tuberkulose.
In Rennes heiratete er am 19. September 1919 die Tochter des Direktors der dortigen medizinischen Hochschule, Edith Follet, eine Illustratorin. Neun Monate später, am 15. Juni, wurde seine Tochter Colette geboren.

### Tätigkeit als Arzt
1918 nahm Céline ein Studium der Medizin an der Universität Rennes auf. Da sein Plan, Chirurg zu werden, aufgrund der Kriegsbeschädigung nicht zu verwirklichen war, spezialisierte er sich auf Seuchenmedizin. 1924 wurde er mit einer Dissertation über Ignaz Semmelweis promoviert, die aus heutiger Sicht eher wie ein eigenwilliger Roman denn eine wissenschaftliche Arbeit wirkt. Da er aber aus seiner Zeit als Kriegsheld noch öffentliches Ansehen genoss und seine Geschicklichkeit im Umgang mit Patienten unleugbar war, verlieh man ihm den Doktorgrad und die Approbation zum praktischen Arzt. 1936 wurde seine Dissertation mit unwesentlichen Änderungen als literarisches Werk veröffentlicht.
Er verließ Frau und Tochter (1926 reichte seine Frau die Scheidung ein; 1940 heiratete Céline erneut), um beim Völkerbund als Sekretär am Institut der Hygiene und Epidemiologie zu arbeiten. Er spezialisierte sich in Paris und Liverpool, bevor er 1926 in die USA reiste. Dort widmete er sich als Arzt in den Industrievierteln Detroits und beim Automobilhersteller Ford den Fragen der Hygiene. Weitere Aufträge der Seuchenforschungsstelle des Völkerbundes führten Céline nach Afrika, Kanada und Kuba. Seine Aufgabe bestand in der Erstellung von Gutachten zu lokalen Seuchenrisiken. Die letzte dieser Missionen für den Völkerbund war eine Reise ins Rheinland im Frühjahr 1936, wo er die gesundheitlichen Auswirkungen der Massenarbeitslosigkeit auf die subproletarische Bevölkerung untersuchte.
1928 übernahm Céline die Leitung der Abteilung für Infektionskrankheiten an der Staatsklinik von Clichy. 1936 quittierte er den Dienst und war fortan – mit der Ausnahme eines Intermezzos als Schiffsarzt im Jahr 1939 – bis zu seinem Tod privat als praktischer Arzt tätig.

### Literarische Karriere
Im Ersten Weltkrieg begann Céline zu schreiben. Zunächst kam er über einfache Tagebücher und Gedichte nicht hinaus. Mitte der zwanziger Jahre begann er an Ballettmanuskripten zu arbeiten, nach eigener Aussage, um den Tänzerinnen, die zeit seines Lebens seine große Leidenschaft blieben, zu imponieren. 1928 entstand das Bühnenstück Die Kirche, das bis 1933 unveröffentlicht blieb. Es ist eine zynische Abrechnung mit dem Kolonialismus und dem „Gerede von den Menschenrechten“ (Céline).

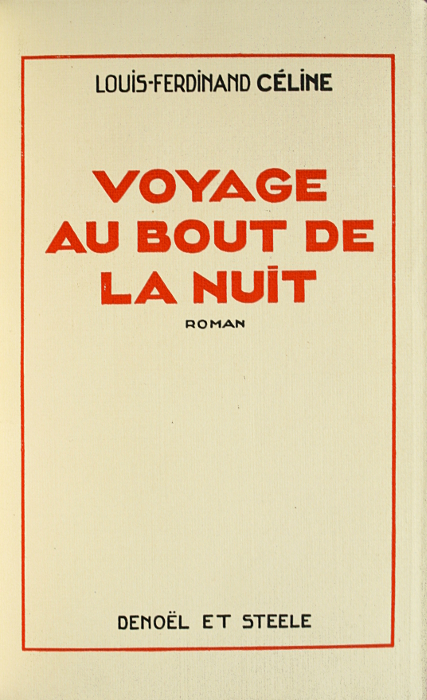
Buchdeckel von Célines Debütroman Voyage au bout de la nuit

Von 1928 bis 1932 arbeitete er an dem Roman Voyage au bout de la nuit (dt. Reise ans Ende der Nacht), der ihn nach seiner Veröffentlichung, lanciert von Léon Daudet, schlagartig berühmt machte. Das Werk brach radikal mit der akademischen französischen Literaturtradition und verband eine lyrische Rhetorik der Verzweiflung mit realistischen Schilderungen des Kriegselends und einem schonungslosen sexuellen Zynismus. Vor allem von der französischen Linken wurde es begeistert aufgenommen und polarisierte die Kritik: Céline montierte zeitweise seinen Briefkasten ab und wies den Postboten zum Fortwerfen der vielen Schmäh- und Bewunderungsbriefe an. Man verlieh ihm den Prix Renaudot, nicht aber den von ihm erhofften Prix Goncourt, wovon er bis zu seinem Tod immer wieder als einem verletzenden Affront sprach und was zu seiner Entfremdung vom intellektuellen Establishment der Dritten Republik beitrug. Trotz fehlender Auszeichnungen war das Buch jedoch ein kommerzieller Erfolg.
1936 wurde Reise ans Ende der Nacht von Louis Aragon und Elsa Triolet ins Russische übersetzt. Im selben Jahr erschien Célines in der prekären Welt des Pariser Kleinbürgertums angesiedelter zweiter Roman Mort à crédit (dt. Tod auf Kredit). In diesem Roman schlug die erzählerische Drastik, die viele linke Leser der Voyage noch als realistisch beschreibende Sozialkritik verstanden hatten, bereits erkennbar in eine offene, an gesellschaftlichen Beziehungen und Bedingungen nicht mehr interessierte Misanthropie um. Die Kritik nahm das Buch wesentlich kühler auf als das vorangegangene, und so, trotz des Verkaufserfolgs, entschloss sich Céline, politisch „zur Sache zu kommen“, wie er später in einem Leserbrief schrieb, und reiste für zwei Monate in die Sowjetunion. Dort empfing man ihn, vielleicht nur aufgrund einiger organisatorischer Missverständnisse, ohne den Pomp, den man etwa André Gide entgegengebracht hatte. Céline publizierte anschließend das Pamphlet Mea culpa (1936), in dem er die Sowjetunion, den Kommunismus und allgemein die Juden, die nach seiner Auffassung das sowjetische System trugen, scharf kritisierte. Die deutsche Ausgabe enthielt als Beigabe Célines Dissertation.
1937 erschien der Text Bagatelles pour un massacre (Kleinigkeiten für ein Blutbad), der mit spektakulärem Hass gegen das Judentum polemisierte. Der beeindruckende Verkaufserfolg des Buches (rund 80.000 Exemplare) ermöglichte es Céline, vom Erlös seiner Bücher zu leben. 1938 erschien es unter dem Titel Die Judenverschwörung in Frankreich in Deutschland (allerdings stark gekürzt). Als „jüdisch“ griff Céline darin alles und jeden an – darunter den Papst, Racine, Stendhal und Picasso. André Gide sah in der Schrift deshalb anfänglich eine Satire im Stile Jonathan Swifts, ein Literaturkritiker nahm an, dass es Célines Absicht gewesen sei, den Antisemitismus durch Steigerung ins offen Absurde lächerlich zu machen. Céline reagierte auf solche „Missverständnisse“ mit wachsendem Zorn; sein Pamphlet L’École des cadavres (1938) ist bewusst in der Absicht gestaltet, alle nur denkbaren Grenzen des guten Geschmacks, der politischen Vernunft und der elementaren Menschlichkeit zu überschreiten. 2019 erschien eine Neuauflage der deutschen Fassung im rechtsextremistischen Verlag Der Schelm. Nach Ansicht des französischen Verlags Gallimard ist die Veröffentlichung illegal.

### Antisemitismus
Antisemitische Elemente sind in allen seinen Texten nachweisbar; der Hass auf das Judentum steigerte sich allerdings um 1937 auf eine Weise, dass manche Forscher von einer regelrechten Psychose sprechen. Dieser idée fixe ordnete er alle anderen politischen Vorstellungen unter. Ab 1937 erklärte Céline offen seine Sympathie für Hitler, und zwar mit dem Argument, dass es ihm lieber sei, „von einem Deutschen erschossen als von einem Juden verblödet“ zu werden. Während der deutschen Okkupation Frankreichs trat Céline weniger propagandistisch als andere mit dem Faschismus sympathisierende französische Autoren – etwa Pierre Drieu la Rochelle, Robert Brasillach oder Alfred Fabre-Luce – hervor. Dazu trug gewiss auch bei, dass maßgebliche Vertreter der Besatzungsmacht seinen Schriften wegen der ständigen Obszönitäten und des „wilde[n] Gassenfranzösisch“ skeptisch gegenüberstanden. Rund 35 Wortmeldungen Célines in der Kollaborationspresse – meist anfeuernde Leserbriefe und Auszüge aus älteren Schriften – wurden bisher aufgefunden. 1946 wies er nachdrücklich darauf hin, niemals einen eigenen Artikel verfasst zu haben oder im Radio aufgetreten zu sein. Ein im November 1941 in der Zeitschrift L’Émancipation nationale gedrucktes Interview, in dem er sich lobend über Jacques Doriot und die Légion des volontaires français contre le bolchévisme (LVF, Legion der französischen Freiwilligen gegen den Bolschewismus) äußerte, sei ebenso wenig authentisch wie die im März 1942 vom gleichen Blatt veröffentlichte Lettre à Doriot. Im April 1942 unterzeichnete Céline ein Manifeste des intellectuels français contre les crimes anglais (Manifest französischer Intellektueller gegen englische Verbrechen).
Anfang 1941 erschien die pamphletistische Schrift Les beaux draps (dt. sinngemäß Eine schöne Bescherung). Das Buch, in dem der Antisemitismus des Autors weniger aggressiv herausgestellt wird als etwa in den Bagatelles, widmet sich einer mehr oder weniger ernsthaften Kritik der französischen Vorkriegsgesellschaft, als deren folgerichtiges Vermächtnis der militärische Zusammenbruch von 1940 beschrieben wird, und Überlegungen zu einer sozialen und politischen Erneuerung. Den Kurs des Vichy-Regimes lehnte Céline in diesem Zusammenhang als zu zaghaft ab. Die unter anderem von Brasillachs Zeitschrift Je suis partout (Ich bin überall) gefeierte Schrift glänzt teilweise durch überraschende Witze; so stellt Céline in diesem Text das Schattenkabinett einer künftigen Weltregierung vor, in dem der Weihnachtsmann den Vorsitz führt und Célines Verhaftung nach dem verlorenen Krieg (die auch tatsächlich stattfand) mit den Worten prophezeit: „Man wird dich ausbuhen wie einen Ball, der ins Out geht, und dann zornig aufsammeln.“
Eine besondere Freundschaft pflegte Céline mit dem damaligen Kulturreferent der deutschen Botschaft Karl Epting. Epting teilte Célines radikalen Antisemitismus und protegierte ihn. Der Céline-Kenner Philipp Wascher behauptete gar, dieser habe „sein literarisches Überleben in der Zeit der Besatzung einem einzigen Mann“ zu verdanken gehabt, nämlich Epting. Obwohl Jünger und Céline sich schon mehrmals persönlich getroffen hatten, sowohl in der deutschen Botschaft als auch bei den Donnerstagstreffen von Florence Gould, war es Epting, der im Dezember 1941 ein Treffen zwischen Céline und Ernst Jünger arrangierte, welches jedoch darin bestand, dass Céline zwei Stunden lang auf Jünger und seinen deutschen Verehrer schimpfte: „[e]s war mir lehrreich“, schrieb Jünger danach in seinem Pariser Tagebuch, „ihn derart zwei Stunden wüten zu hören“. Céline warf ihnen vor, dass sie ihre Waffen nicht konsequent nutzten würden, „um alle Juden im Land zu liquidieren“.
Im Frühjahr 1943 luden Vertreter der deutschen Besatzungsbehörden Céline ein, mit einer internationalen Schriftstellerdelegation die Massengräber mit den Leichen Tausender polnischer Offiziere in einem Wald unweit des sowjetischen Dorfes Katyn zu besichtigen. Die Berichte der Schriftsteller sollten Teil einer Propaganda-Aktion gegen den sowjetischen Kriegsgegner sein, die der deutsche Propagandaminister Joseph Goebbels angeordnet hatte. Doch nahm Céline diese Einladung nicht an.
Im Januar 1944 bekam Céline per Post einen hölzernen Sarg in der Größe einer Schuhschachtel zugesandt, ein Mordanschlag der Résistance scheiterte nur knapp. Er flüchtete zunächst nach Dänemark, kehrte aber nach drei Monaten wieder zurück. Im Juni 1944 wurde er von deutschen Behörden nach Deutschland zwangsumgesiedelt, im Juli kam er nach Baden-Baden, im November ins Schloss Sigmaringen, wohin das Vichy-Regime geflohen war. Als ihm Pierre Laval – wohl aus Gehässigkeit – das Amt eines Ministers für Judenfragen antrug, wurde er von Céline gegenüber Dritten selber als „Jude“ beschimpft. Céline schilderte seine Erlebnisse in Sigmaringen bei Kriegsende in dem 1957 erschienenen Roman D’un château l’autre (Von einem Schloss zum andern). Diese Zeit endete für ihn mit der Internierung in Kränzlin bei Neuruppin.
Einige Reisen, die Céline zur Zeit des Kriegs unternahm, harren noch der Aufklärung: 2004 tauchte ein Foto auf, das ihn erneut in Gesellschaft nationalsozialistischer Sympathisanten zeigt. Céline gehörte nach der Bilderläuterung zu einer Gruppe französischer Intellektueller und Künstler, die als Gast der NS-Regierung Deutschland bereisten. Er besuchte dabei den Bildhauer Arno Breker, der später seine Bronzebüste schuf, in dessen Ateliers in Berlin und Wriezen. Céline war 1943 zusammen mit René d’Ückermann zu Gast in Brekers Rittergut Jäckelsbruch.
Nach der Veröffentlichung von 4000 Briefen Célines im Jahr 2009 zeigte sich, dass Célines Antisemitismus noch wesentlich gröber und zugleich tiefer verwurzelt war, als bislang angenommen. Interpretationen wie die Gides, solche Stellen seien surrealistisch gemeint, sind hinfällig. Er hat seinen Aufruf zum Judenmord wörtlich gemeint, resümiert Gero von Randow in der ZEIT.

### Flucht durch Deutschland 1944/1945

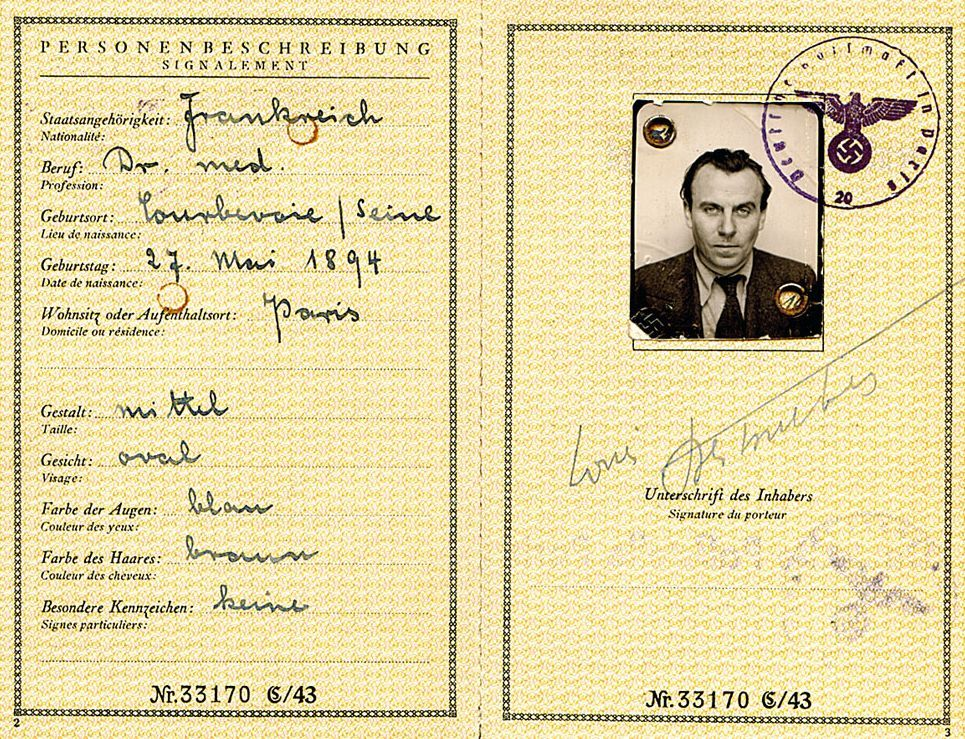
Fremdenpass Célines aus den 1940er-Jahren

Ende Oktober 1944 erreichte Céline Sigmaringen, wo seit Anfang September bereits einige Tausend Vichy-Anhänger auf das Kriegsende warteten. Céline kam von Berlin und einem kurzen Zwischenhalt in Baden-Baden. Die genauen Umstände dieses „Abtauchens“ könnten heute nicht mehr mit letzter Sicherheit rekonstruiert werden, meint Hewitt. In seinen Nachkriegsromanen (u. a. in „Nord“) verzerrte der Schriftsteller Céline diese zweifellos chaotische Aktion zu einer grotesken Clownerie, aktuelle Forschungen legen allerdings den Schluss nahe, dass der Arzt Destouches ernsthaft versucht hat, als „baltischer Arzt“ für die Wehrmacht tätig zu werden und sich auf diese Weise Flüchtlingspapiere zu verschaffen. Belegt ist die Rückstellung Célines durch den SD nach Berlin, wo er einen befohlenen Flüchtlingstransport ohne Genehmigung verlassen hatte. Fortgesetzte Versuche des Arztes Destouches, für die Wehrmacht als Truppenarzt tätig zu werden, veranlassten schließlich den ehemaligen deutschen Botschafter in Paris, Abetz, dazu, Céline vor den ermittelnden SS-Stellen als geistesgestört einstufen zu lassen. Céline reiste daraufhin, ausgestattet mit zahlreichen unrechtmäßig und mit der Hilfe von Abetz erworbenen Lebensmittelkarten, mehrmals zwischen Berlin und Hamburg hin und her, in der Hoffnung, sich einem Rotkreuz-Transport nach Schweden anschließen zu können. Diese Hoffnung erwies sich angesichts der scharfen Überwachung durch den SD als trügerisch.

### Nachkriegsexistenz und Tod
Ende April 1945 floh Céline mit seiner Frau nach Dänemark und wurde dort interniert. Man klagte ihn der Verbrechen gegen die Menschlichkeit sowie der Beihilfe zum Mord an und inhaftierte ihn, während man seine Frau nach einem Monat freiließ. Céline lebte dann ab 1947 als „Freigänger“ unter Überwachung in einem Bauernhaus in Klarskovgard bei Korsør. 1949 wurde seine Inhaftierung aufgehoben. In Abwesenheit wurde er in Frankreich wegen Kollaboration zu Tod und Vermögensverlust verurteilt, 1950 aber begnadigt. 1951 kehrte er nach Frankreich zurück und verbrachte die ersten Monate in der Provence. Da seine Pariser Wohnung von Mitgliedern der Résistance geplündert worden war, wagte er in Meudon den Neuanfang.

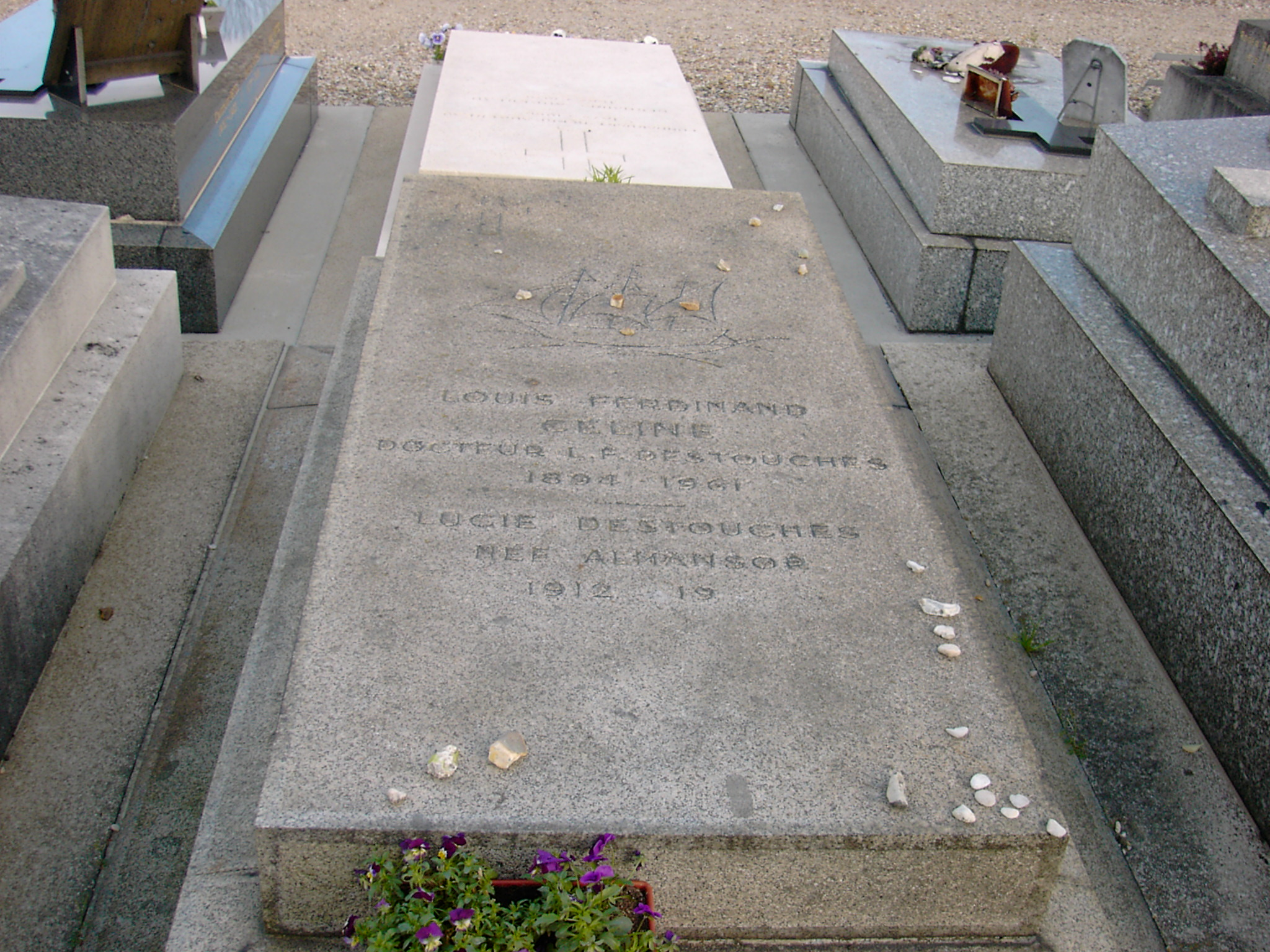
Grab von Louis-Ferdinand Céline auf dem Friedhof von Haut-Meudon

Langsam rollte Célines literarische Karriere wieder an, Gallimard veröffentlichte seine Romane Féerie pour une autre fois und Normance sowie den spektakulären und zynischen Interviewroman Entretiens avec Prof. Y und schließlich die Trilogie über das Kriegsende, von der zu seinen Lebzeiten noch die ersten zwei Bände gedruckt wurden, D’un château l’autre und Nord (der dritte, Rigodon, erschien posthum 1969).
Nach dem Krieg kultivierte Céline seine Existenz als die eines miesepetrigen, unbelehrbaren alten Nazis mit esoterischen künstlerischen Träumen und proletarischer Bodenhaftung, blieb aber in Wirklichkeit bis zum Schluss ein äußerst wacher Beobachter seiner Zeit. Céline nahm seine antisemitischen Äußerungen nach dem Krieg nicht zurück, er ergänzte sie sogar um einige nunmehr etwas verdeckte Bösartigkeiten, führte publizistische Kämpfe gegen seinen Intimfeind Sartre, nahm eine Schallplatte auf, praktizierte als Arzt, schrieb fast jährlich ein Buch und kümmerte sich um seine zahlreichen Hunde, Katzen und Papageien. Céline starb an dem Tag, als er das Manuskript der Trilogie abgeschlossen hatte, und erklärte in seinem Testament, darauf stolz zu sein, seiner Frau keine Schulden hinterlassen zu haben.
Sein Leichnam wurde auf dem Friedhof von Haut-Meudon beigesetzt.

### Frauen
Céline war zweimal verheiratet, zuerst von 1919 bis 1926 mit Edith Follet und von 1940 bis zu seinem Tod mit Lucette Destouches (1912–2019), einer Tänzerin der Opéra-Comique. In der Zwischenzeit führte er eine Beziehung mit der amerikanischen Tänzerin Elizabeth Craig, die ihn auf einigen Reisen begleitet hatte und der er die Reise ans Ende der Nacht widmete. Seine Witwe Lucette Destouches verwaltete den Nachlass über Jahrzehnte mit und starb im November 2019 im Alter von 107 Jahren.
Er war, wenn man seinen eigenen Berichten glauben darf, ein notorischer Schürzenjäger; darauf deuten auch die Berichte seiner beiden Lebensgefährtinnen, Elizabeth Craig und Lucette Almanzor, hin. Er bevorzugte den durchtrainierten Typ Frau, den man unter Balletttänzerinnen antrifft, und war auch fast ausschließlich mit solchen liiert. Céline war laut Almanzor Anhänger des Gruppensex und der freien körperlichen Liebe. Craig berichtet, dass Céline während seiner Beziehung zu ihr oft täglich intime Begegnungen mit anderen Frauen hatte.

## Wirkung, Posthumes
Céline übte trotz der erheblichen Übersetzungsprobleme seines oft kaum strukturierten Gedankenflusses auf viele Schriftsteller eine Wirkung aus, so auf Henry Miller, Jean-Paul Sartre, Philip Roth und Helmut Krausser. Heute ist Céline als einer der bedeutendsten Sprachneuerer des 20. Jahrhunderts anerkannt. Fritz J. Raddatz kennzeichnet den rohen und assoziativen Stil von Mort à crèdit, das mit seiner moralfreien Schilderung des Elends seiner verarmten Patienten vielfach als bestes Werk Célines gilt, als einen „zu extremen Wortkaskaden aufgestachelten Bosheitsnaturalismus“. Charles Bukowski widmete Céline eine kleine Erzählung und sagte über sein literarisches Vorbild: „Reise ans Ende der Nacht ist das beste Buch, das in den letzten zweitausend Jahren geschrieben wurde.“ Zu konstatieren ist auch, dass vergleichbare literarische Arbeiten über die chaotische Phase des Zusammenbruchs des Deutschen Reichs aus deutscher Feder nicht existieren.
Célines 50. Todestag wurde auf die offizielle Liste der nationalen Festakte in Frankreich gesetzt. Serge Klarsfeld von der „Vereinigung der jüdischen Deportiertenkinder“ protestierte gegen diese Aufnahme und erklärte: „Die Republik muss ihre Werte bewahren: Kulturminister Frédéric Mitterrand muss darauf verzichten, Blumen auf die Erinnerung Célines zu werfen.“ Führende Persönlichkeiten der französischen Öffentlichkeit wendeten sich gegen die „Pantheonisierung eines antisemitischen Schriftstellers“. Andere Stimmen sahen hierin „Zensur“. Die Feierlichkeiten wurden auf den öffentlichen Druck schließlich durch Kulturminister Frédéric Mitterrand abgesagt.
Das Stück „End of the Night“ der amerikanischen Rock-Gruppe The Doors basiert auf der Beschäftigung des Sängers Jim Morrison mit Célines Werk, insbesondere mit Reise ans Ende der Nacht. Im Herbst 2013 inszenierte der Regisseur Frank Castorf am Münchner Residenztheater eine dramatisierte Version der Reise ans Ende der Nacht.
Anfang der 1960er Jahre veröffentlichte das Pariser Verlagshaus Gallimard eine Neuauflage von Célines Werk in der Reihe Bibliothèque de la Pléiade, in der die radikal antisemitischen „Pamphlete“ aus den 1930er und 1940er Jahren nicht enthalten waren. Auch eine weitere Pléiade-Ausgabe in den 1970ern enthielt diese Werke nicht. Dies geschah vor allem aus Rücksicht auf die Witwe und Urheberrechteinhaberin Célines, die damit dem Willen ihres verstorbenen Ehemanns entsprach. Im Jahr 2017 wurde bekannt, dass Lucette Almanzor-Destouches – mittlerweile 105 Jahre alt – ihre diesbezügliche Ansicht geändert hatte und dass Gallimard eine komplette Neuauflage einschließlich der inkriminierten „Pamphlete“ für das Jahr 2018 plante. Gallimard sicherte zu, die antisemitischen Texte nur ausführlich kommentiert und mit Vorwort zu veröffentlichen.

## Unveröffentlichte Manuskripte
Eine bislang unbekannte Person hat um das Jahr 2006 Jean-Pierre Thibaudat, dem damaligen Theaterkritiker der Pariser Tageszeitung Libération, ein umfangreiches Konvolut an Manuskripten (plus Briefen, Fotos, Zeichnungen des Künstlerfreundes Gen Paul und antisemitischer Dokumentationen) anvertraut – mit der Auflage, sie zu Lebzeiten von Lucette Destouches noch zurückzuhalten. Thibaudat transkribierte sie in jahrelanger Arbeit. Im August 2021 wurde die Existenz des Konvoluts öffentlich bekannt. Es enthält neben Tausenden anderer Blätter auch 600 unveröffentlichte Manuskriptseiten des bisher nur fragmentarisch überlieferten Romans „Casse-pipe“ („Kanonenfutter“). Vermutlich wurden die Manuskripte 1944 aus Célines Wohnung am Montmartre gestohlen.
Ein möglicherweise 1934 entstandener, nicht ganz vollständig erhaltener Roman wurde 2022 von Pascal Fouché unter dem Titel Guerre herausgegeben.

## Werke
Werkausgaben
- Jean A. Ducourneau (Hg.): Œuvres de Louis-Ferdinand Céline.  5 Bde. Balland, Paris, 1966–1969.
- Céline L.-F., Vitoux, Frédéric: Les œuvres de Céline. 9 Bde. Club de l’Honnête Homme, Paris, 1981–1983.
- Céline L.-F., Godard, Henri / Pléiade-Ausgabe (Gallimard).
- Céline, Romans I Reise ans Ende der Nacht. Tod auf Kredit. Hg. v. Henri Godard. Gallimard, Paris 1981.
- Céline, Romans II Von einem Schloss zum andern. Norden. Rigodon;‘Louis-Ferdinand Céline vous parle‘ – Gespräch mit Albert Zbinden. Hg. v. Henri Godard. Gallimard, Paris 1974; 2003.
- Céline, Romans III Casse-pipe. Guignol's band. Guignol's band II. Hg. v. Henri Godard, Gallimard, Paris 1988.
- Céline, Romans IV Märchen für irgendwann I. Märchen für irgendwann II. Gespräche mit Professor Y., Hg. v. Henri Godard. Gallimard, Paris 1993.
- Céline, Briefe (Auswahl Band) [Lettres (1907–1961)]. Hg. v. Henri Godard. Gallimard, Paris 2009, ISBN 978-2-07-011604-1.

Einzelausgaben
- La vie et l’oeuvre de Philippe-Ignace Semmelweis. – Leben und Werk des Philipp Ignaz Semmelweis (1818–1865), zugleich Célines Dissertationsschrift. 1924. Neuausgabe: Edition Age d’Homme 1980, ISBN 3-85418-004-7.
- L’Église. Theaterstück, entstanden 1926, Uraufführung 1973. Deutsch: Die Kirche. Komödie in fünf Akten. Übersetzer Gerhard Heller. Merlin Verlag, Gifkendorf 1970, ISBN 3-87536-009-5.
- Voyage au bout de la nuit. Roman. 1932. Deutsche Adaption (mangelhaft): Reise ans Ende der Nacht. Rowohlt, Reinbek 1992 und früher (Kittl, Mähr.-Ostrau [u. a.] [1933], Übersetzer: Isak Grünberg), ISBN 3-499-40098-7. Vollständige Fassung & Neuübersetzung von Hinrich Schmidt-Henkel: Rowohlt, Reinbek 2003 u. ö.
- Mort à crédit. Roman. 1936. (dt. Tod auf Kredit. Übersetzer Werner Bökenkamp. Dt. Neuaufl. Rowohlt, Reinbek 2005.)
- Tod auf Borg : Roman. Kittls Nachf., Leipzig-M.-Ostrau 1936. Übersetzer: Isak Grünberg.
- Tod auf Raten. Neuübersetzung von Hinrich Schmidt-Henkel: Rowohlt, Reinbek 2021[35]
- Mea Culpa und Das Leben und Wirken des Arztes Ph. I. Semmelweis. Kittls Nachfahren, Leipzig/M.-Ostrau o. J. (1937); erneut erhältlich in den G. W. hg. Jean A. Ducourneau. Balland 1967 (französisch).
- Bagatelles pour un massacre. Pamphlet. 1937. (In einem Jahr wurden davon mehr als 80.000 Exemplare verkauft. [‚Kleinigkeiten für ein Blutbad‘])
  - Die Judenverschwörung in Frankreich. Übersetzung: Willi Fr. Könitzer, Arthur S. Pfannstiel. Zwinger-Verlag, Dresden 1939 (Digitalisat).
- L’École des cadavres. Denoël, Paris 1938. (dt. „Schule der Leichen“).
- Les Beaux Draps. Nouvelles Éditions Françaises, Paris 1941.; réed. Les Éditions de la Reconquête, 2008. (dt. „Da sind wir gut dran!“)
- Guignol’s band. Roman. 2 Bd. 1944 / 1985 (dt. Guignols Band. 1988 / 1997).
- À l’agité du bocal. P. Lanauve de Tartas, Paris 1948; Neuausgabe: L’Herne Paris 2006, ISBN 978-2-85197-656-7 (dt. Zum unruhigen Dez).
- Casse-pipe. Éditions Chambriand, Paris, 1949. (dt. Kanonenfutter. Mit dem Notizbuch des Kürassiers Destouches. Aus dem Französischen und mit einem Nachwort versehen von Christine Sautermeister-Noël und Gerd Sautermeister. Rowohlt TB-V., Reinbek 1977.)
- Féerie pour une autre fois. Éditions Gallimard, Paris 1952. (dt. Märchen für irgendwann).
- Normance: Féerie pour une autre fois II. Roman. Gallimard, 1954.
- Entretiens avec le Professeur Y./ Gespräche mit Professor Y. 1955. Edition Nautilus, Hamburg 2004.
- D’un château l’autre. Roman. 1957. (dt. Von einem Schloss zum andern).
- Nord / Norden Roman. 1960. 'rororo Taschenbücher'. Rowohlt 1985 – 384 S., ISBN 3-499-15499-4.
- Rigodon. Gallimard, Paris, 1969
- Fortschritt und andere Texte für Bühne und Film. Merlin Verlag, Gifkendorf 1997, ISBN 3-926112-57-3.
- Briefe und erste Schriften aus Afrika. 1916–1917. Merlin Verlag, Gifkendorf 1998, ISBN 3-926112-80-8.
- Briefe an Freundinnen. 1932–1948. Merlin Verlag, Gifkendorf 2007, ISBN 978-3-87536-256-5.
- Briefe (Auswahlband). [Lettres (1907–1961)] Hg. v. Henri Godard, Pléiade Ausgabe, Gallimard, Paris 2009, ISBN 978-2-07-011604-1.
- Guerre. Éditions Gallimard, Paris 2022.
  - Krieg. Übers. von Hinrich Schmidt-Henkel, Rowohlt, Hamburg 2023, ISBN 978-3-498-00356-2[36]
- Londres, édition établie et présentée par Régis Tettamanzi, Paris : Gallimard, 2022, ISBN 978-2-07-298337-5

### Biographische Quellen
- Louis-Ferdinand Céline: Cahier Céline 7: Céline et l'actualité 1933–1961. Hgg. Jean-Pierre Dauphin, Pascal Fouché. Paris 1986.
- Madeleine Chapsal: Französische Schriftsteller intim. Übers. Sabine Gruber. Matthes & Seitz, München 1989, ISBN 3-88221-758-8.[37]
- Elizabeth Craig: Armer Geliebter. E. Craig erzählt von Louis-Ferdinand Céline. München 1996.
- Lucette Destouches, Véronique Robert: Mein Leben mit Céline. München 2003.
- Ernst Jünger: Strahlungen I und II. Stuttgart 1962.
- Nicholas Hewitt: The life of Céline. A critical biography. Oxford 1999.
  - ders.: Celine. The success of the „Monstre Sacré“ in postwar France. in Zs. Substance Nr. 102, Bd. 32, H. 3, University of Wisconsin System, 2003 S. 29–42 Auszug (in Engl.)[38]
- Frank-Rutger Hausmann: Louis-Ferdinand Céline et Karl Epting. Enthält Briefe und Texte, ausf. Bibliographie zu beiden. Ed. Le Bulletin célinien, Brüssel 2008, ISBN 2-9600106-2-0. In Frz.[39]
- Christine Sautermeister: Céline à Sigmaringen. Novembre 1944 – Mars 1945. Chronique d’un séjour controversé. Écriture, Paris 2013 (französisch).[40]
- Frédéric Vitoux: Céline: A Biography, Paragon House, New York 1992, ISBN 1-55778-255-5.

### Sekundärliteratur
- David Alliot, Éric Mazet: Avez-vous lu Céline? Paris, 2018 [Erwiderung auf A. Duraffour/P.-A. Targuieff 2017]
- Philippe Alméras: Les Idées de Céline. Berg international, 1992.
- Philippe Alméras: Céline – entre haines et passion. Robert Laffont, Paris 1993.
- Philippe Alméras: Dictionnaire Céline. Plon, Paris 2004.
- Maurice Bardèche: Louis-Ferdinand Céline. La Table Ronde, Paris 1986.
- Marie-Christine Bellosta: Céline ou l´art de la contradiction. Lecture de „Voyage au bout de la nuit“. Paris 2011.
- Ulrich Bielefeld: Nation und Gesellschaft: Selbstthematisierungen in Frankreich und Deutschland. Hamburg 2003, ISBN 3-930908-83-2.
- Rudolf von Bitter: Ein wildes Produkt; Louis-Ferdinand Céline und sein Roman „Reise ans Ende der Nacht“ im deutschsprachigen Raum. Eine Rezeptionsstudie. Romanistischer Verlag, Bonn 2007, ISBN 3-86143-178-5.
- Andreas Blank: Literarisierung von Mündlichkeit: Louis-Ferdinand Céline und Raymond Queneau. Narr, Tübingen 1991, ISBN 3-8233-4554-0. Diss. phil. Freiburg 1990 unter dem Titel Nähesprache und Literatur.
- Arno Breker: Hommage à Louis-Ferdinand Céline. Avec lithographies originales d’Arno Breker. La Revue Célinienne, Bonn 1983.
  - Arno Breker: Louis-Ferdinand Céline zum Gedächtnis. In: Schriften. Marco, Bonn 1983, ISBN 3-921754-19-4.
- Émeric Cian-Grangé (Hg.): D´un lecteur l´autre: Louis-Ferdinand Céline à travers ses lecteurs. Paris 2019.
- Annick Duraffour, Pierre-André Taguieff: Céline, la race le juif: légende littéraire et vérité historique. Paris 2017.
- Ulf Geyersbach: Louis-Ferdinand Céline. Reinbek 2008, ISBN 978-3-499-50674-1.
- François Gibault: Céline. Mercure de France, Paris 1977–1985 (3 Bände).
- Henri Godard: Poétique de Céline. Paris 1985.
- Henri Godard: Céline scandale. Gallimard, Paris 1994, ISBN 978-2-07-073802-1; Folio, Nr. 3066, 1998, ISBN 2-07-040462-5.
- Henri Godard: Un autre Céline (Reihe Collection Blanche). 2 Bände. Textuel, Paris 2008, ISBN 978-2-84597-254-4.
- Henri Godard: Céline (Reihe Collection biographies). Gallimard, Paris 2011, ISBN 978-2-07-012192-2.
- Hanns Grössel: Auf der richtigen Seite stehen. Über Louis-Ferdinand Céline. Qumran, Frankfurt 1981. Reihe: Portrait, 7
- Anne Henry: Céline écrivain. L’Harmattan, Paris 1994.
- Nicholas Hewitt: The Golden Age of Louis-Ferdinand Céline. Leamington / Spa / Hamburg / New York 1987, ISBN 0-85496-524-6.
- Nicholas Hewitt: The life of Céline: a critical biography. Oxford 1999.
- Milton Hindus: L.-F. Céline tel que je l’ai vu. L’Herne, Paris 1999.
- Alice Yaeger Kaplan: Fascist voices.Readings in Marinetti, Céline and Brasillach. Diss. Yale University 1981.
- Alice Yaeger Kaplan: Relevé des sources et citations dans „Bagatelles pour un massacre“. Tusson, 1987.
- Sven Thorsten Kilian: Die Szene des Erzählens. Ereignishaftes Sprechen in „Bagatelles pour un massacre“, „Guignol’s band“ und „Féerie pour une autre fois“ von Louis-Ferdinand Céline. Fink, Paderborn 2012, ISBN 978-3-7705-5438-6.
- Karl Kohut (Hg.): Literatur der Résistance und Kollaboration in Frankreich. Teil 3: Texte und Interpretationen. Narr, Tübingen 1984, ISBN 3-87808-910-4, S. 150f. (Zu LFC: „Les beaux draps“; sowie passim in allen 3 Bänden (Teil 3: online in Auszügen lesbar, z. B. via Google Buchsuche, enthält das Namens-Register und die gesamte Literatur zu allen drei Bänden, mit 1517 Titel online bzw. 1676 im Print.))
  - Über LFC in Teil 1: UT Geschichte und Wirkung. Hermann Hofer: Die faschistoide Literatur. ebd. 1982, ISBN 3-87808-908-2. S. 133–137.
- Till R. Kuhnle: Louis-Ferdinand Céline: „Voyage au bout de la nuit“. In: Wolfgang Asholt (Hg.): 20. Jahrhundert: Roman. Reihe: Stauffenburg Interpretation. Tübingen 2007, ISBN 978-3-86057-909-1.
- Franziska Meier: Emanzipation als Herausforderung: rechtsrevolutionäre Schriftsteller zwischen Bisexualität und Androgynie. Wien 1998, ISBN 3-205-98877-9.
- Jacqueline Morand: Les idées politiques de Louis-Ferdinand Céline. Paris 1972 / 2010.
- Philippe Muray: Céline (Reihe Tel quel). Éditions du Seuil, Paris 1981, ISBN 2-02-005921-5 (Neuausgabe Denoël, 1984; Neuausgabe Gallimard, «Tel» 312, 2001, ISBN 2-07-041356-X).
  - Deutsche Ausgabe: Céline. Übersetzt von Nicola Denis. Matthes & Seitz, Berlin 2012, ISBN 978-3-88221-559-5.
- Yves Pagès: Céline: fictions du politique, Paris 1994 und 2010.
- Robert Poulet: Entretiens familiers avec L. F. Céline. Plon, «Tribune libre» Paris 1958; (Letzte Ausgabe: Mon ami Bardamu, entretiens familiers avec L. F. Céline. Plon, Paris 1971).
- Dominique de Roux, Michel Thélia, M. Beaujour (Hg.): Cahier Céline. L’Herne, 1970; 2006, ISBN 978-2-85197-156-2.
- Thomas Schmidt-Grassee: Les écrits maudits de Céline. Untersuchungen zur Bedeutung der Pamphlete Louis-Ferdinand Célines im Horizont seines Gesamtwerkes. Bonn 1993, ISBN 3-86143-013-4.
- Régis Tettamanzi: Esthétique de l´outrance: idéologie et stylistique dans les pamphlets de L.-F. Céline. Tusson 1999.
- Régis Tettamanzi (Hg.): Louis-Ferdinand Céline: Écrits polémiques. Édition critique, Quebec, 2012.
- Rémi Wallon: La Musique du fond des choses. Destruction, savoir et création dans les écrits de Louis-Ferdinand Céline. Diss. Paris 2012.
- Philipp Wascher: Louis-Ferdinand Céline und Deutschland. Rezeptionsgeschichte der Jahre 1932–1961. Reihe: IFAVL, Band 94. Berlin 2005, ISBN 3-89693-451-1.

## Filme
- Céline à Meudon. Dokumentarfilm von Nicolas Crapanne, 2009. Beteiligte: David Alliot, Philippe Alméras, Madeleine Chapsal, Christian Dedet, Pierre, Geneviève Freneau, François Gibault, Henri Godard, Judith Magre, Louis Pauwels, Frédéric Vitoux. Fotos von Robert Doisneau und Henri Cartier-Bresson
- Der Fall Céline – Porträt des französischen Schriftstellers. Film von Antoine de Meaux und Alain Moreau auf arte am 17. Oktober 2011 (55 Minuten)

## Objekt der bildenden Kunst
Céline war häufig selbst ein Objekt der bildenden Kunst, wie seine Porträts in Plastik, Zeichnung und Gemälden bezeugen. Porträtbüsten gestalteten u. a.
- Arno Breker, Berlin/Paris
- Peter Hohberger, Brüssel/Düsseldorf[41]
- Georg Cadora, Paris (Porträtzeichnung), Kollektion Museum Europäischer Kunst